# Sept haïkaï
Pour l'œuvre de Maurice Delage, voir Sept haï-kaïs.

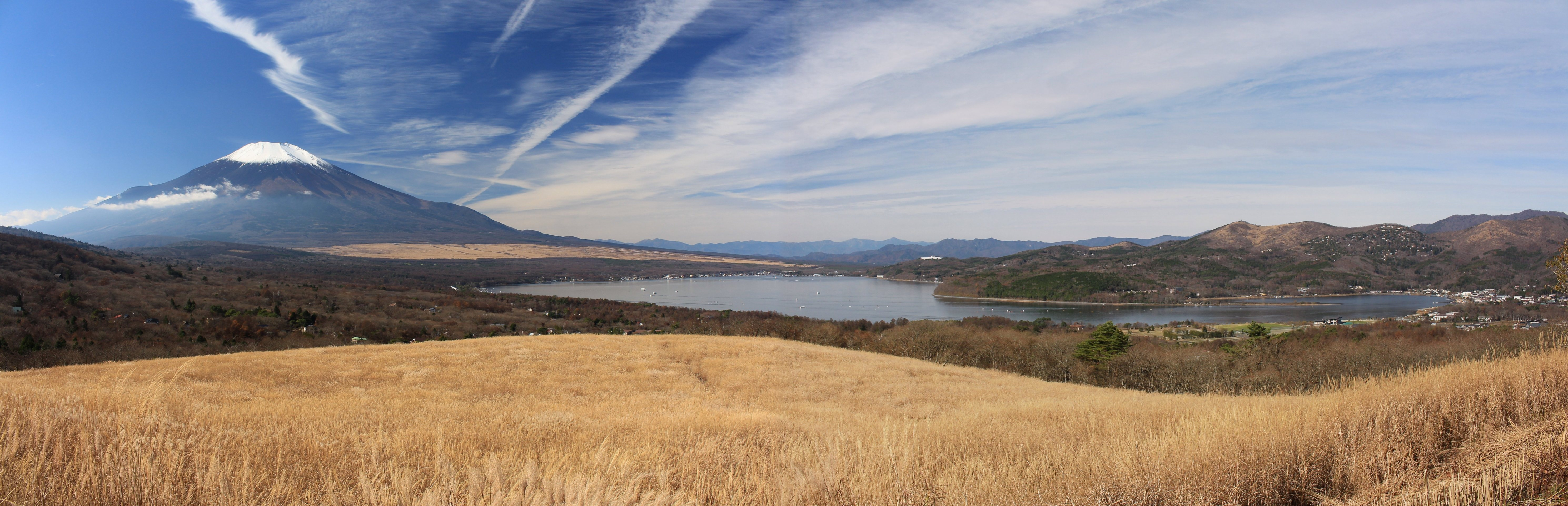
Lac Yamanaka au Japon.

Sept haïkaï, esquisses japonaises pour piano solo et petit orchestre, est une œuvre d'Olivier Messiaen écrite en 1962, à la suite d'un voyage au Japon.

## Durée
L'œuvre dure 19 minutes.

## Effectif instrumental
Une petite flûte, une flûte, deux hautbois, un cor anglais, une petite clarinette, deux clarinettes, une clarinette basse, deux bassons, une trompette, un trombone, huit violons, un xylophone, un marimba, un piano solo, un jeu de cencerros, un jeu de crotales, un triangle, dix-huit cloches, deux petites cymbales turques, deux gongs, une cymbale chinoise et deux tam-tams.

## Dédicace
La dédicace de l'œuvre est la suivante : « A Yvonne Loriod, à Pierre Boulez, à Mme Fumi Yamaguchi, à Seiji Ozawa, à Yoritsune Matsudaira, à Sadao Bekku et Mitsuaki Hayama, à l'ornithologue Hoshino, aux paysages, aux musiques, et à tous les oiseaux du Japon. »

## Création
La première audition de l'œuvre a eu lieu le 30 octobre 1963 à Paris, aux concerts du Domaine musical, à l'Odéon-Théâtre de France, sous la direction de Pierre Boulez. Yvonne Loriod était au piano solo. Cette exécution fut dédiée spirituellement à Roger Désormière qui venait de mourir.

## Titres
1. Introduction

Mont Fuji.

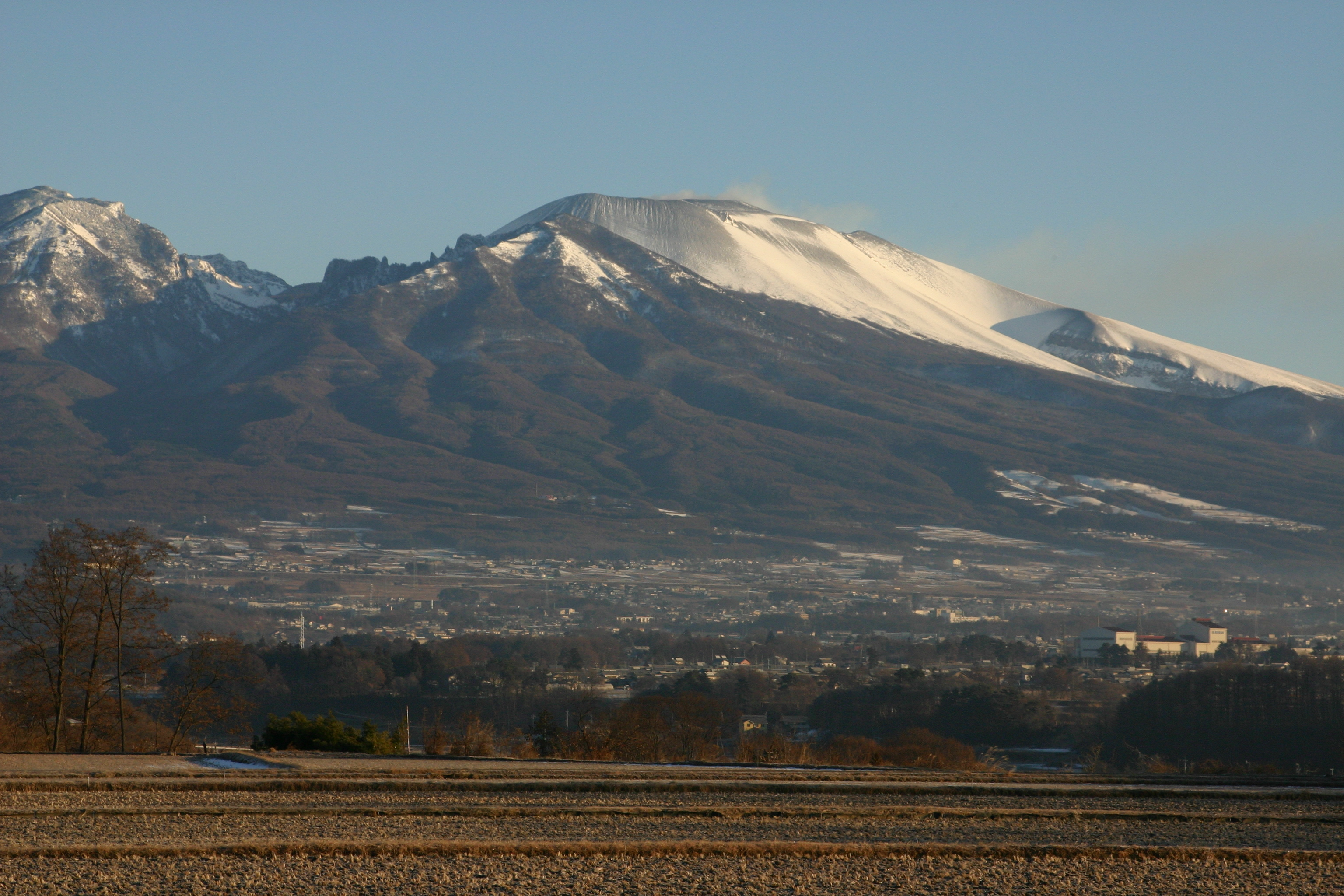
Volcan Asama-yama.

Rythmes de l'Inde dédiés aux trois shakti.
2. Le Parc de Nara et les Lanternes de pierre
Région de Nara au Japon, quatre temples bouddhiques, un parc dans lequel se promènent des biches et des cerfs, le soleil se joue entre les cryptomérias qui bordent l'allée principale, 3 000 lanternes de pierre alignées à perte de vue.
3. Yamanaca-cadenza
Chants d'oiseaux de la forêt du lac Yamanaka, au pied du mont Fuji.
4. Gagaku
Ne figurent ici que les deux timbres principaux de cette musique : le shō (orgue à bouche), remplacé par un ensemble de huit violons, et le hichiriki (hautbois primitif), remplacé par la trompette.
5. Miyajima et le torii dans la mer
Une montagne couverte de pins japonais et d'érables. Un sanctuaire shinto dans la mer, un grand portique rouge ou torii.
6. Les Oiseaux de Karuizawa
Oiseaux de la montagne, autour de Karuizawa, près du volcan Asama.
7. Coda
Suite des rythmes de l'Inde dédiés aux trois shakti.

### Discographie
- Yvonne Loriod, piano, ensemble Ars Nova, dir. Marius Constant, 1973 - Erato, 2292-45505-2/II ; ECD 71584 (avec Des canyons aux étoiles…)
- Joela Jones, piano, Orchestre de Cleveland, dir. Pierre Boulez, 1997 - Deutsche Grammophon.